# De beer (Tsjechov)
De beer: een klucht in één bedrijf (Russisch: Медведь: Шутка в одном действии) is een eenakter van Anton Tsjechov uit 1888. De première vond plaats op 28 oktober 1888 in het Korsjtheater in Moskou. Het toneelstuk is een van de acht vaudeville-stukken, die Tsjechov in de loop der jaren schreef en waartoe verder onder meer Zwanenzang (Kalchas), Het aanzoek, De bruiloft en Over de schadelijkheid van tabak behoren.

## Personages
Jelena Ivanovna Popova (Елена Ивановна Попова)
Een jonge weduwe-landeigenares, knap, met kuiltjes in haar wangen
Grigori Stepanovitsj Smirnov (Григорий Степанович Смирнов)
Een niet al te oude landeigenaar, voormalige artillerieofficier
Loeka (Лука)
Popova's huisbediende op leeftijd

## Synopsis
Een jonge, ontroostbare weduwe krijgt bezoek van een lompe buurman die een schuld van haar overleden echtgenoot komt innen en ten slotte voor haar charmes valt, als ze hem de huid vol scheldt.

## Nederlandse vertalingen
- Charles B. Timmer: Anton P. Tsjechow, Verzamelde werken VI. Toneel, Amsterdam, G.A. van Oorschot, 1956, p. 541
- Marja Wiebes & Yolanda Bloemen: A.P. Tsjechov, Verzamelde Werken VI. Toneel, Amsterdam, G.A. van Oorschot, 2013, p. 117